# Andreas Lasnik
Andreas Lasnik (ur. 9 listopada 1983 w Voitsbergu) – austriacki piłkarz występujący na pozycji pomocnika.

## Kariera klubowa
Lasnik karierę rozpoczynał w klubie FC Lankowitz. Potem był graczem ASK Köflach, a w styczniu 2002 roku trafił do SV Ried. W Bundeslidze zadebiutował 16 marca 2002 w przegranym 0:2 meczu z Austrią Wiedeń. 6 listopada 2002 w wygranym 2:0 spotkaniu z Austrią Salzburg strzelił pierwszego gola w trakcie gry w Bundeslidze. W ciągu 3,5 roku Lasnik w barwach SV Ried zagrał 89 razy i zdobył 14 bramek.
W 2005 roku odszedł do Austrii Wiedeń, również grającej w Bundeslidze. Pierwszy ligowy mecz zaliczył tam 13 lipca 2005 przeciwko Admirze Wacker Mödling (2:1). W 2006 roku Lasnik zdobył z klubem mistrzostwo Austrii oraz Puchar Austrii. W 2007 roku ponownie wygrał z zespołem mistrzostwo Austrii.
W 2008 roku podpisał kontrakt z niemiecką Alemannią Aachen, występującą w 2. Bundeslidze. W tych rozgrywkach zadebiutował 24 sierpnia 2008 w przegranym 0:1 pojedynku z Hansą Rostock. W Alemannii spędził dwa sezony i rozegrał tam w sumie 14 ligowych spotkań.
Latem 2010 roku przeszedł do holenderskiego Willem II Tilburg. Po zaledwie roku zmienił klub na NAC Breda. W 2013 roku przeszedł do Panioniosu Ateny. W latach 2014–2015 grał w Kapfenberger SV.

## Kariera reprezentacyjna
Lasnik rozegrał jedno spotkanie w reprezentacji Austrii. Był to przegrany 0:1 mecz przeciwko Anglii, rozegrany 8 października 2005 w ramach eliminacji do Mistrzostw Świata 2006.